# Lustratio

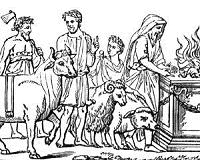
Romeinen offeren varkens, rammen en stieren tijdens een suovetaurilia

Een lustratio (< luere (?): losmaken; zuiveren; in het politieke vertoog ook wel lustratie genoemd) was een zuiveringsritueel van de klassieke Romeinen.
Het ritueel omvatte een processie en het offeren van een varken, een ram en een stier. Bij de processie werd een magische kring getrokken om het gebied dat gezuiverd moest worden.
Het ritueel werd onder andere elke vijf jaar uitgevoerd, bij het einde van de Romeinse volkstelling. Ook werd de ceremonie uitgevoerd rond een landgoed, maar het kon ook een hele stad omvatten.
Dit werd vaak gedaan in de geijkte vorm van een plechtige driemalige ommegang met offerdieren (vaak een suovetaurilia), die begraven of verdronken werden. De lustratio kan gezien worden als een uiting van de typisch Romeinse neiging om alles duidelijk af te bakenen (cf. pomerium). Het ritueel was zowel kathartisch als apotropeïsch. Het ging om een "re-integratie" en "recreatie" van een bepaald gebied of bepaalde groep. Men hield als het ware het goede binnen en het slechte buiten. Men trok een duidelijke grens tussen de twee. In historische tijden waren ze meestal aan Mars, de wilde god, gewijd, maar dit is waarschijnlijk secundair. Vermoedelijk ging het om een in oorsprong zuiver magisch ritueel.

Men ken de private lustratio agri, de semi-publieke lustratio pagi, de publieke Ambarvalia (te beschouwen als een lustratio agri Romani) en publieke (onzekere) Amburbium. Daarnaast had men ook de militaire lustratio exercitus, lustratio classis, Armilustrium, Tubilustrium en het met de census verbonden lustrum.

## Referentie
- L. Schmitz, art. lustratio, in W. Smith (ed.), A Dictionary of Greek and Roman Antiquities, Londen, 1875, p. 719.